# Aeroportul Columbus
Aeroportul Columbus (IATA: CSG, ICAO: KCSG, FAA LID: CSG) este un aeroport din Georgia, Statele Unite ale Americii ce deservește zona Columbus⁠(d). Aeroportul a fost tranzitat în 2019 de 104.702 pasageri. A fost numit după zona deservită.
Situat la o altitudine de 121 m, aeroportul dispune de 2 piste.

## Infrastructură

### Piste
Aeroportul dispune de 2 piste. Pista 06/24 are suprafața de asfalt și dimensiunile 6.997 picioare × 150 picioare. Pista 13/31 are suprafața de asfalt și dimensiunile 3.997 picioare × 150 picioare. 